# Приступање Украјине Европској унији
Након инвазије Русије, Украјина је 28. фебруара 2022. поднела захтев за чланство у Европској унији (ЕУ). Председник Украјине Володимир Зеленски затражио је хитан пријем по „новом, посебном поступку”, а председници осам држава ЕУ позвали су на убрзани процес придруживања. Председница Европске комисије Урзула фон дер Лајен изјавила је да подржава придруживање Украјине, али да ће тај процес потрајати. Европски парламент је 1. марта 2022. препоручио да Украјина постане званични кандидат за чланство, а 10. марта 2022. Савет Европске уније затражио је од Комисије мишљење о апликацији. Дана 8. априла 2022. Фон дер Лајенова је Зеленском представила законодавни упитник, на који је Украјина одговорила 9. маја.
Европска комисија је 17. јуна 2022. препоручила Европском савету да Украјини додели статус кандидата за приступање Европској унији. Истовремено са препоруком да се одобри статус кандидата, Брисел је Кијеву изнео захтеве за реформама, дајући списак од седам тачака. Ови услови морају бити испуњени како би Украјина задржала статус кандидата, јер додељивање статуса кандидата у јуну 2022. године није коначно, а ЕУ може да га поништи ако Влада Украјине буде запоставила реформску агенду.
Европски парламент је 23. јуна 2022. усвојио резолуцију којом се позива на хитно давање статуса кандидата за чланство у Европској унији Украјини. Европски савет је 23. јуна 2022. године доделио Украјини статус кандидата за приступање Европској унији.

## Хронологија односа са Европском унијом
Споразум о придруживању између Европске уније и Украјине потписан је 2014. након низа догађаја који су зауставили његову ратификацију кулминирали су револуцијом у Украјини и свргавањем тадашњег председника Украјине, Виктора Јануковича. Дубока и свеобухватна зона слободне трговине са Украјином ступила је на снагу 1. септембра 2017. након што се привремено примењивала од 1. јануара 2016, а Споразум о придруживању је у потпуности ступио на снагу 1. септембра 2017. Русија је 24. фебруара 2022. напала Украјину, што је довело до пријаве за чланство.